# Звёздный танец (роман)
«Звездный танец» (англ. Stardance) — научно-фантастический роман Джини и Спайдера Робинсонов, опубликованный Dial Press в 1979 году в рамках своей квантовой научной фантастической линии. Первоначальный вариант романа сначала появился в ANALOG в 1977 году как одноименная повесть, после которого последовало продолжение «Звездный танец II» (англ. Stardance II) в журнале «Analog» в 1978 году.
После того, как в 1979 году в Dial обзавелась разнообразием книжных переплётов, «Stardance» был перепечатан в мягкой обложке в Dell Books в 1980 году, а в дальнейшем выдавались в Tor Books и Baen Books течение следующего десятилетия. Baen Books выдавали роман вместе с его продолжением «Звездное семя» (англ. «Starseed»), в массовом тираже в мягкой обложке, «The Star Dancers», в 1997 году; в 2006 году Baen Books опубликовало в твердой обложке трилогию «Звездный танец», добавив третий роман, «Starmind».

## Реакция
Альгис Будрис заявил, что «Звездный танец» — это «опыт чтения, который действительно выдвигает основное человеческое чувство…, в каждом из нас живет нечто славное, которое выходит за пределы смертельной ошибки, эти семена ангела» (англ. A reading experience which genuinely evokes a basic human feeling... that within each of us dwells something glorious that is beyond mortal error, is the seed of an angel), суммируя, что «Stardance пронизывает читателя с необыкновенной силой, доступной только социальными экстраполяциям SF» (англ. Stardance sweeps over the reader with the uncommon power attainable only by the social extrapolations of SF).

## Награды
Роман «Stardance» получил награды «Хьюго» и «Небьюла», а также роман был внесен в ежегодный «Locus Poll». Роман «Звездный танец» занимал четвертую позицию в опросе журнала «Locus» два года подряд.